# Atacama (vùng)
vùng Atacama (tiếng Tây Ban Nha: Región de Atacama, phát âm [ataˈkama]) là một trong 16 đơn vị hành chính cấp một của Chile. Vùng này gồm ba tỉnh: Chañaral, Copiapó và Huasco. Ở phía bắc, vùng này giáp với Antofagasta, ở phía nam giáp với Coquimbo, ở phía đông giáp với các tỉnh Catamarca, La Rioja và San Juan của Argentina, và ở phía tây giáp với Thái Bình Dương. Thủ phủ vùng là Copiapó nằm cách 806 km về phía bắc của thủ đô Santiago. Vùng nằm ở phần phía nam của hoang mạc Atacama, phần còn lại của hoang mạc chủ yếu thuộc các vùng khác của Norte Grande.

## Nhân khẩu
Vùng Atacama là vùng ít dân thứ ba tại Chile, sau Aysen và Magallanes. Trong tổng dân số của vùng, trên 50% sống ở các thành phố Copiapó và Vallenar.
Các thành phố lớn nhất (dữ liệu 2002) là Copiapó (125.983 cư dân), Vallenar (43.750), Caldera (12.776), Chañaral (12.086), El Salvador (8.697) Tierra Amarilla (8.578) và Diego de Almagro (7.951).

## Lịch sử
Các cư dân gốc của khu vực này là người
Diaguita và Chango đánh giá cao sự giàu có về khoáng sản của nó. Kể từ thế kỷ 19, sắt, đồng, bạc và vàng đã mang lại sự thịnh vượng.
Khu vực này trải qua thời kỳ bùng nổ khi mỏ bạc Chañarcillo được phát hiện vào năm 1832. Trong nhiều năm, đây là mỏ bạc lớn thứ ba thế giới.

## Đặc điểm tự nhiên
Phần lớn khu vực là hoang mạc, và sở hữu các nguồn tài nguyên khoáng sản có trữ lượng đáng kể.  Nhiều loài động thực vật được tìm thấy trong vùng Atacama. Một phân loài của loài đà điểu Nam Mỹ nhỏ, được biết đến với tên khoa học Rhea pennata tarapacensis, là một loài chim lớn trên cạn đáng chú ý ở vùng này, phân loài được coi là có nguy cơ tuyệt chủng. Số lượng giảm sút của loài chim này là do săn bắn thời tiền sử và hiện đại, nhưng đáng kể hơn là do chuyển đổi đất nông nghiệp để nuôi sống dân số thế giới ngày càng tăng.

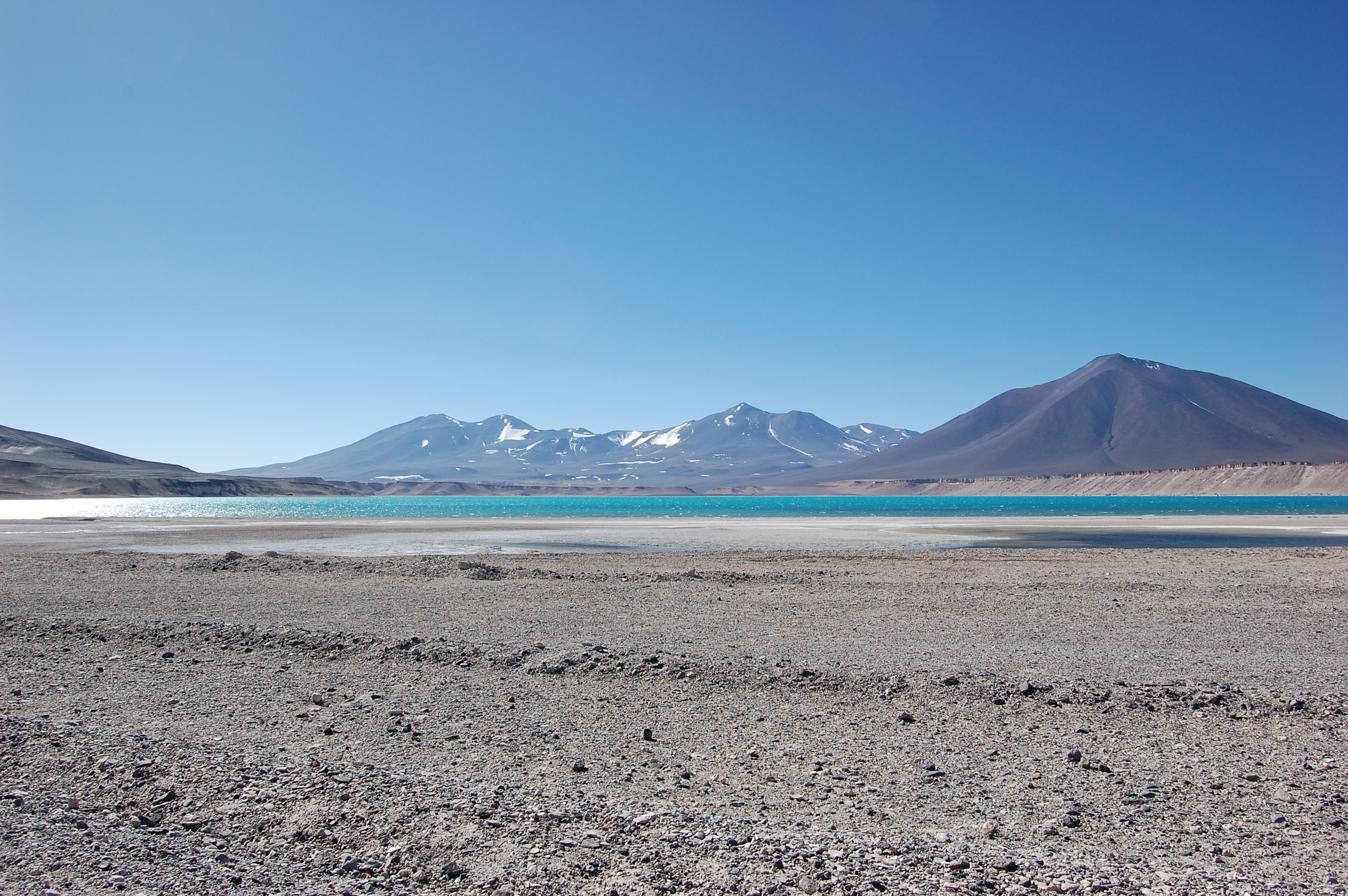
Laguna Verde
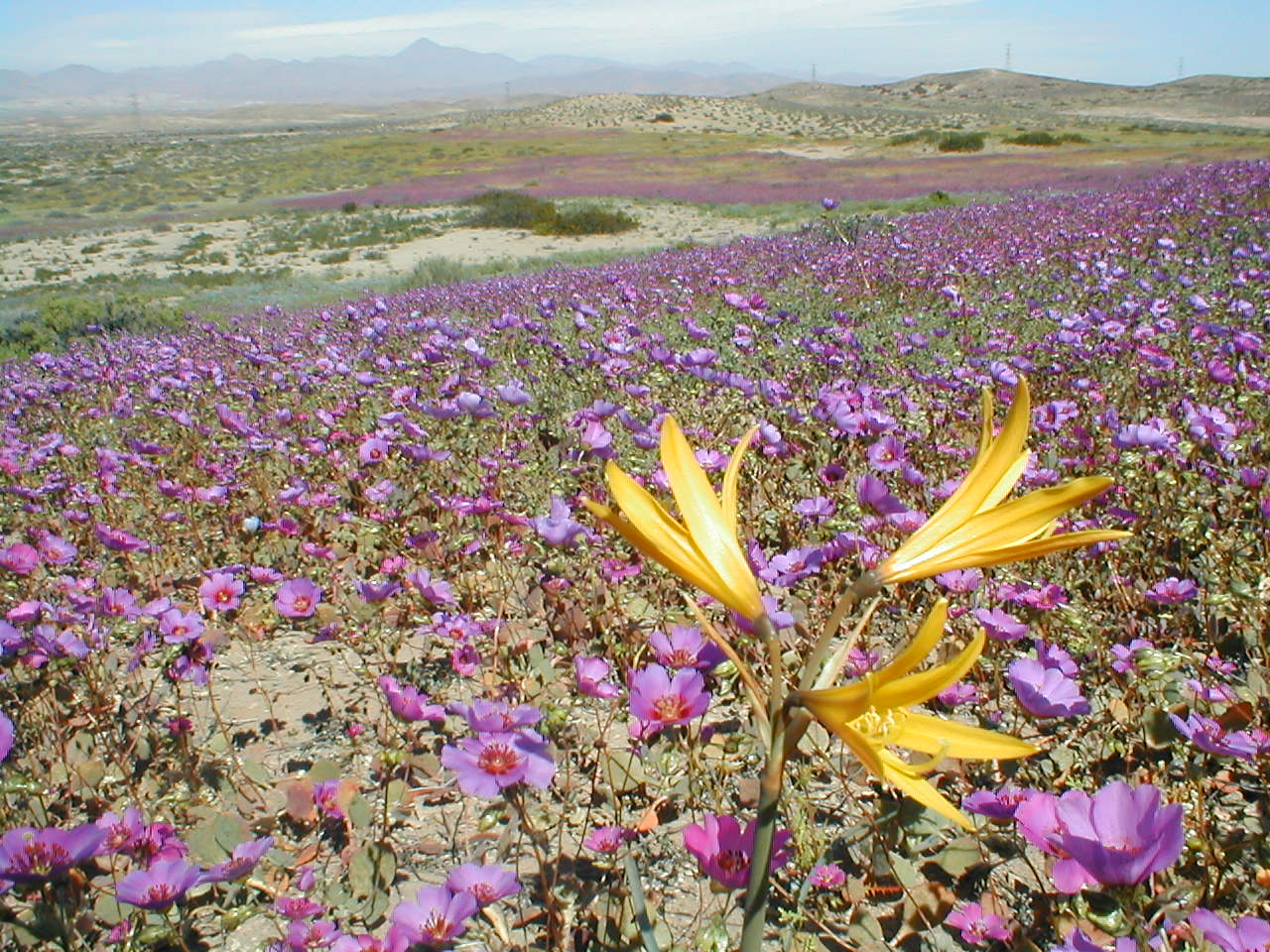
Sa mạc nở hoa
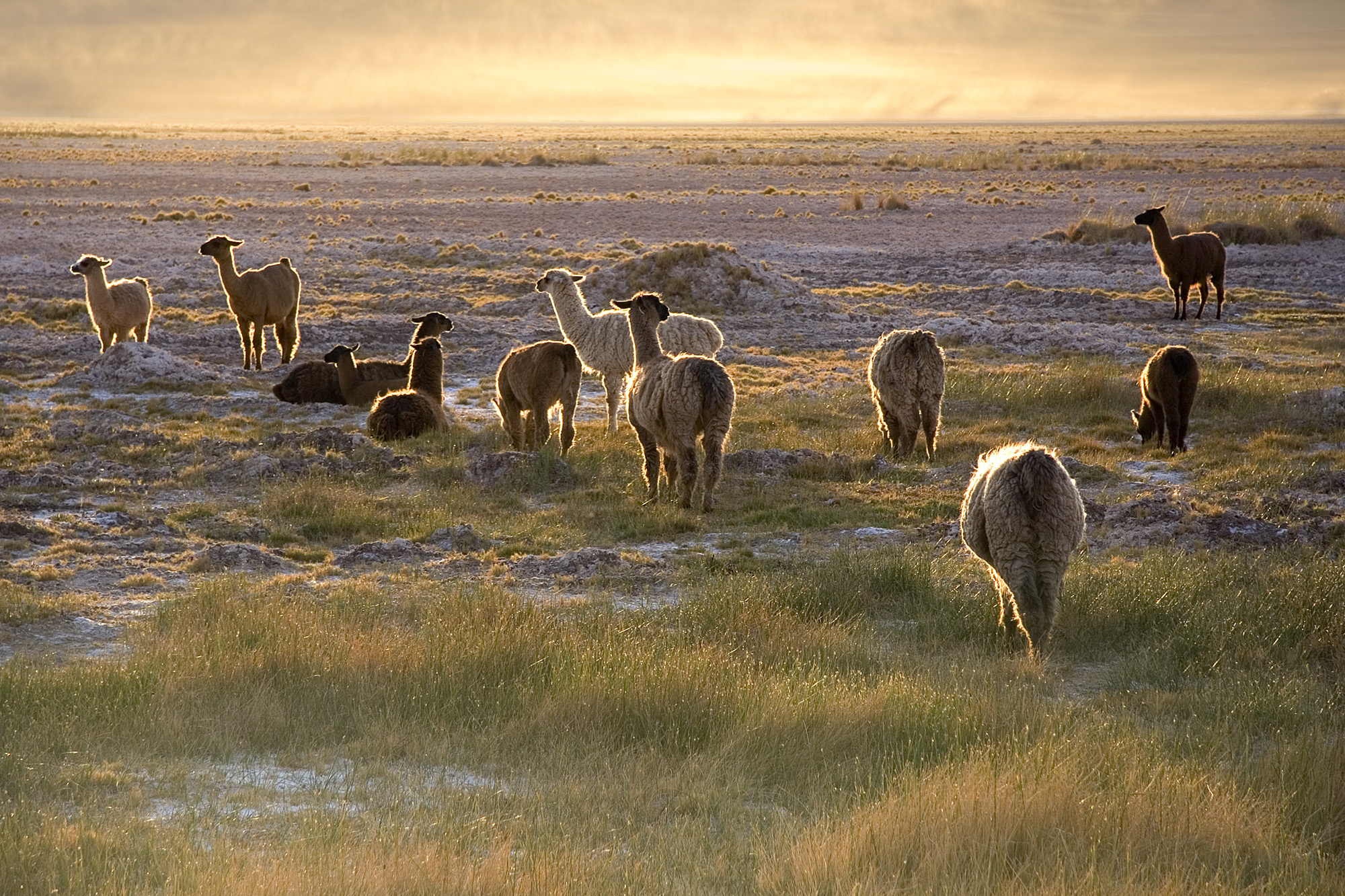
Llamas trên sa mạc
Thung lũng cầu vồng

## Kinh tế
Khai mỏ chiếm 45% GDP của vùng và 90% xuất khẩu của vùng. Hơn nữa, các cuộc khảo sát địa chất khác nhau đã xác định các trữ lượng mới. Khai thác quặng sắt là hoạt động năng động nhất và có rất nhiều mỏ quy mô nhỏ bán sản phẩm của họ cho ENAMI (công ty khai thác quốc gia) để xử lý tại nhà máy luyện kim Paipote. Mỏ đồng chính của khu vực là Candelaria, sản xuất khoảng 200.000 tấn mỗi năm và được kiểm soát bởi tập đoàn quốc tế Phelps Dodge. Quy mô lớn tiếp theo là El Salvador, thuộc sở hữu của CODELCO, với sản lượng hàng năm khoảng 81.000 tấn. Cả hai mỏ đều xuất khẩu qua cảng Chañaral.

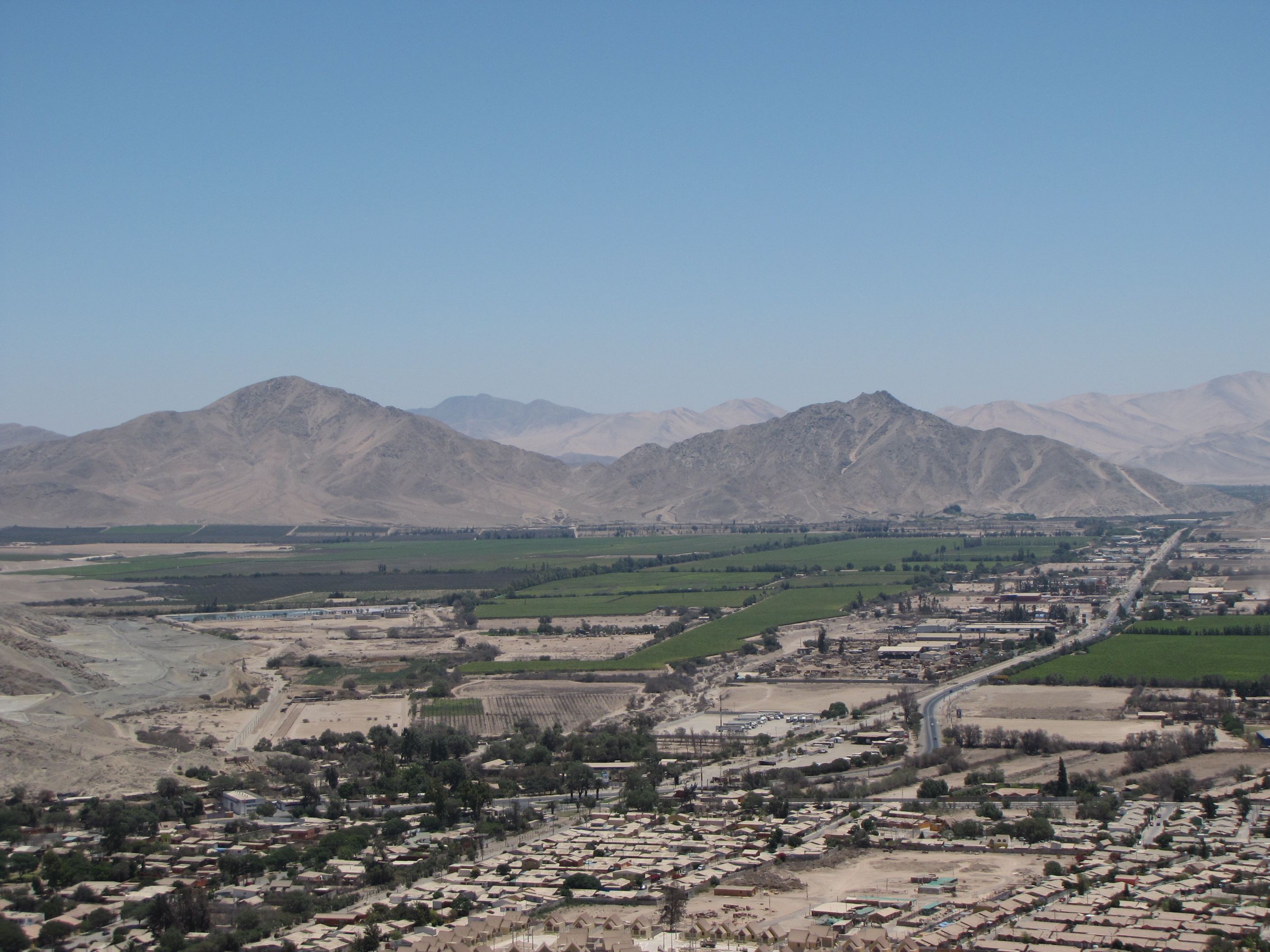
Những cánh đồng được tưới tiêu ở ngoại ô Copiapó.

Trong những thập kỷ gần đây, trái cây tươi cũng nổi lên thành một mặt hàng xuất khẩu trong vùng, khi các thung lũng Copiapó và Huasco trải qua thời kỳ bùng nổ trồng trái cây của Chile. Những nơi này có lợi thế so sánh vì nhờ khí hậu nắng ấm, trái cây chín sớm hơn so với phần còn lại của đất nước và đến được các thị trường Bắc bán cầu trước tiên. Nho là cây trồng chính và ở quy mô nhỏ hơn là ô liu, cà chua, ớt, hành, đậu tằm, trái cây họ cam quýt, xuân đào, mơ, kinh giới cay và hoa. Sự giàu có hữu cơ của vùng, cùng với vùng nước trong vắt và vịnh kín gió, cùng với kinh nghiệm kinh doanh của địa phương, tạo điều kiện thuận lợi cho việc phát triển nuôi trồng thủy sản. Các loài được nuôi bao gồm sò điệp phía bắc, hàu Nhật Bản và Chile, bào ngư, cá bơn, tảo và các loại trai khác nhau. Các sản phẩm khác có giá trị gia tăng cao hơn bao gồm phi lê cá rút xương, cá hun khói và muối, trứng cá và bánh mì kẹp cá.
Điều kiện thời tiết độc đáo tại hoang mạc Atacama, khi cực hiếm những ngày nhiều mây, là điều kiện lý tưởng để phát điện bằng năng lượng mặt trời. Nhiều nhà máy PV và CSP được xây dựng trong khu vực này.